# Erika Ferraioli

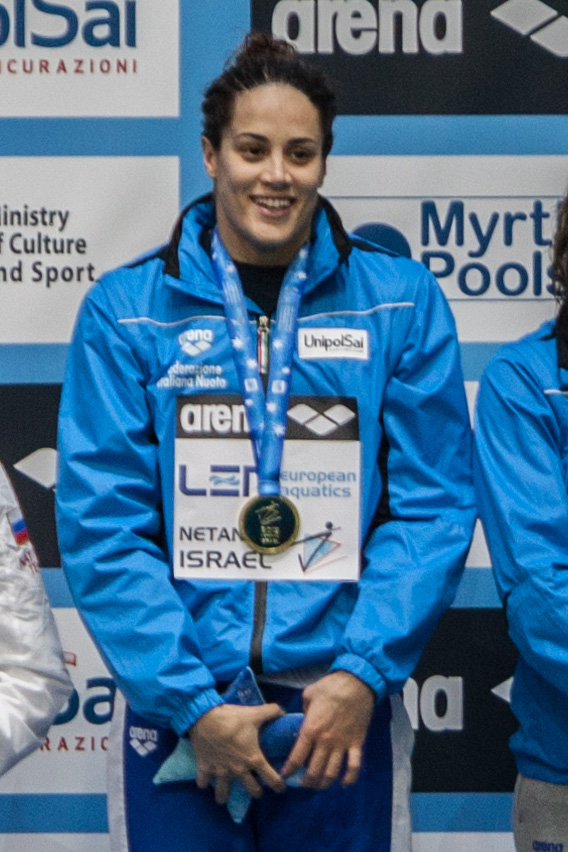
Erika Ferraioli mit ihrer Goldmedaille bei den Kurzbahneuropameisterschaften 2015 in Netanja.

Erika Ferraioli (* 23. März 1986 in Rom) ist eine ehemalige italienische Schwimmerin, die bei Weltmeisterschaften auf der 25-Meter-Bahn zwei Silber- und drei Bronzemedaillen gewann. Sie erhielt bei Schwimmeuropameisterschaften eine Goldmedaille, vier Silbermedaillen und zwei Bronzemedaillen auf der 50 Meter-Bahn sowie dreimal Gold, einmal Silber und viermal Bronze auf der 25-Meter-Bahn. Bei Mittelmeerspielen erschwamm sie vier Goldmedaillen und eine Silbermedaille.

## Karriere
Erika Ferraioli schwamm für den Forum Sporting Club und für Circolo Canottieri Aniene. Sie gewann in ihrer Karriere über 20 italienische Meistertitel.

### Von 2008 bis 2011
Ferraioli startete bei den Europameisterschaften 2008 in Eindhoven über 50 Meter und über 100 Meter Freistil und schied jeweils im Vorlauf aus. Die 4-mal-100-Meter-Freistilstaffel mit Erika Ferraioli, Federica Pellegrini, Maria Laura Simonetto und Cristina Chiuso wurde Zweite mit siebeneinhalb Sekunden Rückstand auf die Niederländerinnen und 0,22 Sekunden Vorsprung vor den Schwedinnen. Auch Silvia Floro erhielt eine Silbermedaille, da sie im Vorlauf geschwommen war. Die 4-mal-100-Meter-Lagenstaffel mit Romina Armellini, Chiara Boggiatto, Elena Gemo und Erika Ferraioli schied als Neunte der Vorläufe aus, zum Finaleinzug fehlten rund anderthalb Sekunden. Bei den Olympischen Spielen 2008 in Peking schwamm die 4-mal-100-Meter-Freistilstaffel mit Erika Ferraioli, Federica Pellegrini, Maria Laura Simonetto und Cristina Chiuso die zehntschnellste Vorlaufzeit, für eine Endlaufteilnahme fehlten 1,25 Sekunden.
Bei den Mittelmeerspielen 2009 in Pescara siegte die 4-mal-100-Meter-Freistilstaffel mit Erica Buratto, Laura Letrari, Giorgia Mancin und Federica Pellegrini mit einer Sekunde Vorsprung vor den Französinnen. Cristina Chiuso, Erika Ferraioli und Maria Laura Simonetto erhielten für ihren Einsatz im Vorlauf ebenfalls Gold. Am Schlusstag der Mittelmeerspiele trat Ferraioli bereits mit der 4-mal-100-Meter-Freistilstaffel bei der Universiade 2009 in Belgrad an und belegte dort den fünften Platz. 2010 schied Ferraioli bei den Europameisterschaften in Budapest über 50 Meter Freistil und über 100 Meter Freistil jeweils als 29. im Vorlauf aus.
Bei der Universiade 2011 in Shenzhen wurde Ferraioli Fünfte mit der 4-mal-100-Meter-Freistilstaffel. In der 4-mal-100-Meter-Lagenstaffel war sie nur im Vorlauf dabei. Bei ihren drei Einzelstarts erreichte sie kein Finale. Auch bei den Kurzbahneuropameisterschaften in Stettin schied sie bei ihren Einzelstarts im Vorlauf aus. Die 4-mal-50-Meter-Freistilstaffel mit Erika Ferraioli, Erica Buratto, Federica Pellegrini und Laura Letrari wurde Dritte hinter den Deutschen und den Däninnen. Die 4-mal-50-Meter-Lagenstaffel mit Arianna Barbieri, Lisa Fissneider, Ilaria Bianchi und Erika Ferraioli schlug als Fünfte mit drei Zehntelsekunden Rückstand auf Bronze an.

### Von 2012 bis 2015
2012 bei den Europameisterschaften in Debrecen schwamm die 4-mal-100-Meter-Freistilstaffel im Vorlauf mit Erica Buratto, Alice Mizzau, Alice Nesti und Erika Ferraioli die drittschnellste Zeit. Im Finale siegten die Deutschen vor den Schwedinnen sowie Alice Mizzau, Federica Pellegrini, Erica Buratto und Erika Ferraioli. Über 100 Meter Freistil kam das Aus für Ferraioli im Halbfinale, über 50 Meter Freistil im Vorlauf. Zwei Monate später bei den Olympischen Spielen in London schied die 4-mal-100-Meter-Freistilstaffel mit Mizzau, Pellegrini, Letrari und Ferraioli mit der zwölften Vorlaufzeit aus. Ferraioli startete auch über 50 Meter Freistil und erbrachte die 32. Vorlaufzeit.
Im Juni 2013 bei den Mittelmeerspielen in Mersin wurde Ferraioli Sechste über 50 Meter Freistil. Über 100 Meter Freistil erkämpfte sie mit 0,12 Sekunden Rückstand auf die Griechin Theodora Drakou die Silbermedaille. Im Juli bei der Universiade in Kasan wurde Ferraioli Fünfte mit der 4-mal-100-Meter-Freistilstaffel und belegte den sechsten Platz über 50 Meter Freistil. Die Lagenstaffel mit Elena Gemo, Giulia De Ascentis, Elena Di Liddo und Erika Ferraioli erschwamm die Silbermedaille hinter den Russinnen. Zwei Wochen später war Ferraioli bei den Weltmeisterschaften 2013 in Barcelona. Die 4-mal-100-Meter-Freistilstaffel verfehlte mit der zehnten Vorlaufzeit den Finaleinzug um 0,27 Sekunden. Ende des Jahres bei den Kurzbahneuropameisterschaften in Herning erreichte die italienische 4-mal-50-Meter-Freistilstaffel in der Besetzung Silvia Di Pietro, Giorgia Biondani, Erika Ferraioli und Federica Pellegrini den vierten Platz mit 0,43 Sekunden Rückstand auf die drittplatzierten Russinnen. Mit der 4-mal-50-Meter-Mixed-Freistilstaffel gewann Ferraioli Silber und mit der 4-mal-50-Meter-Mixed-Lagenstaffel erkämpfte sie Bronze.
Im August 2014 bei den Europameisterschaften in Berlin siegte die schwedische 4-mal-100-Meter-Freistilstaffel vor den Niederländerinnen sowie Alice Mizzau, Erika Ferraioli, Giada Galizi und Federica Pellegrini. Über 100 Meter Freistil schied Ferraioli als Elfte des Halbfinales aus, über 50 Meter Freistil wurde sie 14. im Halbfinale. Die 4-mal-100-Meter-Lagenstaffel mit Carlotta Zofkova, Arianna Castiglioni, Ilaria Bianchi und Erika Ferraioli erreichte den fünften Platz. In der 4-mal-100-Meter-Mixed-Freistilstaffel kamen nur vier Mannschaften in die Wertung. Luca Dotto, Luca Leonardi, Erika Ferraioli und Giada Galizi gewannen den Europameistertitel mit 0,58 Sekunden Vorsprung vor dem russischen Quartett. Die Siegeszeit von 3:25,02 Minuten wurde in der neuen Disziplin als erster Europarekord anerkannt.
Ende 2014 bei den Kurzbahnweltmeisterschaften in Doha gewannen Niccolo Bonacchi, Fabio Scozzoli, Silvia Di Pietro und Erika Ferraioli die Bronzemedaille in der 4-mal-50-Meter-Mixed-Lagenstaffel hinter Brasilien und der Staffel aus dem Vereinigten Königreich. Die 4-mal-50-Meter-Mixed-Freistilstaffel mit Luca Dotto, Marco Orsi, Silvia Di Pietro und Erika Ferraioli schlug als Vierte mit fünf Hundertstelsekunden Rückstand auf Bronze an. Die 4-mal-100-Meter-Freistilstaffel mit Erika Ferraioli, Silvia Di Pietro, Aglaia Pezzato und Federica Pellegrini erkämpfte die Bronzemedaille hinter dem US-Quartett und den Niederländerinnen, aber mit 0,21 Sekunden Vorsprung auf die Däninnen. Die 4-mal-50-Meter-Lagenstaffel belegte den fünften Platz. Über 50 Meter Freistil erreichte Ferraioli ein Einzelfinale und belegte den siebten Platz. In der 4-mal-50-Meter-Freistilstaffel wurden Giada Galizi, Aglaia Pezzato, Erika Ferraioli und Silvia Di Pietro Vierte mit drei Zehntelsekunden Rückstand auf die drittplatzierten Däninnen. Schließlich schlug Ferraioli als Siebte in der 4-mal-100-Meter-Lagenstaffel an.
2015 bei den Weltmeisterschaften in Kasan wurde die italienische Mixed-Lagenstaffel Sechste und die Mixed-Freistilstaffel erschwamm den fünften Platz. Die 4-mal-100-Meter-Freistilstaffel der Frauen erreichte den sechsten Platz, während die Lagenstaffel als Vorlaufneunte den Finaleinzug um eine halbe Sekunde verpasste. Bei ihren Einzelstarts auf den beiden kurzen Freistilstrecken schied Ferraioli im Vorlauf aus.

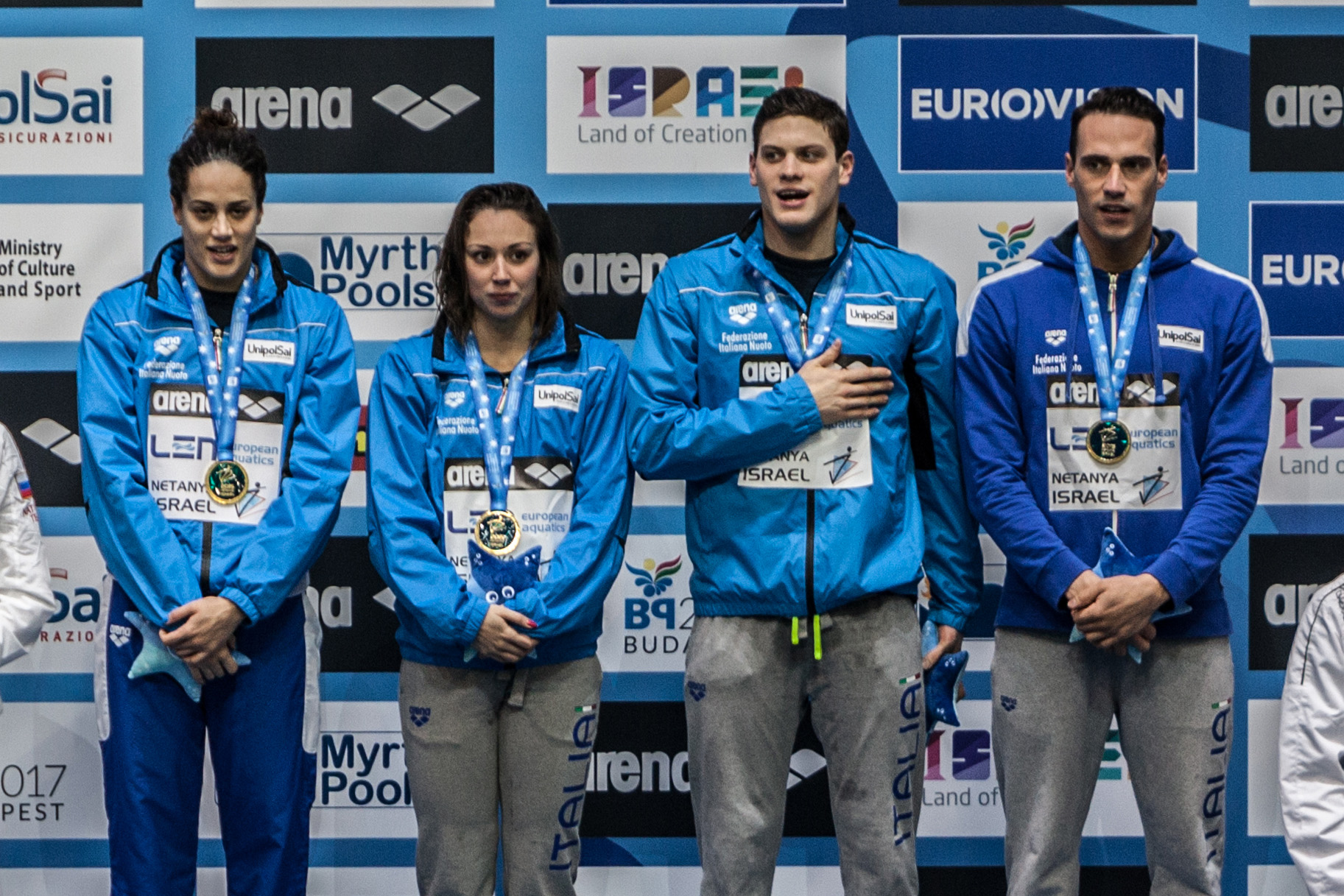
Von links nach rechts: Ferraioli, Di Pietro, Sabbioni und Scozzoli bei der Siegerehrung in Netanja

Ende 2015 bei den Kurzbahneuropameisterschaften in Netanja siegte die 4-mal-50-Meter-Mixed-Lagenstaffel mit Simone Sabbioni, Fabio Scozzoli, Silvia Di Pietro und Erika Ferraioli mit drei Hundertstelsekunden vor dem russischen Quartett. Die 4-mal-50-Meter-Mixed-Freistilstaffel mit Federico Bocchia, Marco Orsi, Silvia Di Pietro und Erika Ferraioli hatte 0,33 Sekunden vor der russischen Staffel auf dem zweiten Platz. Aglaia Pezzato und Giuseppe Guttuso erhielten für ihren Vorlaufeinsatz ebenfalls Gold. In den Frauenwettbewerben wurde Ferraioli Sechste über 100 Meter Freistil. Die 4-mal-50-Meter-Freistilstaffel mit Silvia Di Pietro, Erika Ferraioli, Aglaia Pezzato und Federica Pellegrini gewann den Titel mit 0,15 Sekunden vor den Niederländerinnen. Bronze erschwammen Elena Gemo, Martina Carraro, Silvia Di Pietro und Erika Ferraioli in der 4-mal-50-Meter-Lagenstaffel mit vier Zehntelsekunden Rückstand auf Silber. Zum Abschluss wurde Ferraioli Sechste über 50 Meter Freistil.

### Von 2016 bis 2021
Bei den Europameisterschaften 2016 in London siegte die 4-mal-100-Meter-Mixed-Freistilstaffel aus den Niederlanden mit fast einer Sekunde vor Italien mit Filippo Magnini, Luca Dotto, Erika Ferraioli und Federica Pellegrini. Luca Leonardi, Jonathan Boffa und Aglaia Pezzato erhielten für ihren Vorlaufeinsatz ebenfalls Silber. Bereits zuvor hatte die 4-mal-100-Meter-Freistilstaffel mit Silvia Di Pietro, Erika Ferraioli, Aglaia Pezzato und Federica Pellegrini den zweiten Platz hinter den Niederländerinnen belegt, hier war Laura Letrari im Vorlauf dabei. Ferraioli schied über 50 und über 100 Meter Freistil im Halbfinale aus. Die 4-mal-100-Meter-Lagenstaffel mit Carlotta Zofkova, Martina Carraro, Ilaria Bianchi und Erika Ferraioli wurde Zweite hinter den Britinnen.
Bei den Olympischen Spielen in Rio de Janeiro schwammen Erika Ferraioli, Silvia Di Pietro, Aglaia Pezzato und Federica Pellegrini als 4-mal-100-Meter-Freistilstaffel die viertbeste Vorlaufzeit, im Finale erreichten sie den sechsten Platz. Über 100 Meter Freistil schied Ferraioli als 26. der Vorläufe aus. Zwei Tage später wurde sie in den Vorläufen über 50 Meter Freistil 34., währen Silvia Di Pietro als 17. nur knapp das Halbfinale verfehlte.
Ende 2016 bei den Kurzbahnweltmeisterschaften in Windsor gewann die 4-mal-100-Meter-Freistilstaffel mit Erika Ferraioli, Silvia Di Pietro, Aglaia Pezzato und Federica Pellegrini Silber hinter dem Quartett aus den Vereinigten Staaten mit fast einer Sekunde Vorsprung vor den Niederländerinnen und den Australierinnen. Ebenfalls Silber hinter der US-Staffel holte die 4-mal-50-Meter-Lagenstaffel mit Silvia Scalia, Martina Carraro, Silvia Di Pietro und Erika Ferraioli. Nach einem fünften Platz über 50 Meter Freistil trat Ferraioli noch in der 4-mal-50-Meter-Freistilstaffel an. Silvia Di Pietro, Erika Ferraioli, Aglaia Pezzato und Federica Pellegrini erreichten den dritten Rang hinter Kanada und den Niederländerinnen, aber 0,25 Sekunden vor der Staffel aus den Vereinigten Staaten.
Bei den Weltmeisterschaften 2017 in Budapest schied die italienische 4-mal-100-Meter-Freistilstaffel als Zehnte des Vorlaufs aus. Die 4-mal-100-Meter-Mixed-Freistilstaffel wurde Fünfte, hier war Ferraioli nur im Vorlauf dabei. Vier Monate später bei den Kurzbahneuropameisterschaften in Kopenhagen belegte die italienische 4-mal-50-Meter-Mixed-Lagenstaffel den achten Platz. Die 4-mal-50-Meter-Mixed-Freistilstaffel mit Luca Dotto, Marco Orsi, Federica Pellegrini und Erika Ferraioli erreichte den dritten Platz hinter den Niederlanden und Russland. Für ihren Vorlaufeinsatz erhielten auch Andrea Vergani und Lorenzo Zazzeri eine Bronzemedaille. Die 4-mal-50-Meter-Freistilstaffel schwamm die viertbeste Vorlaufzeit, wurde aber im Finale disqualifiziert. Zum Abschluss der Wettbewerbe belegte die 4-mal-50-Meter-Lagenstaffel den sechsten Rang.
2018 gewann Ferraioli drei Goldmedaillen bei den Mittelmeerspielen in Tarragona. Sie siegte über 100 Meter Freistil mit 0,37 Sekunden Vorsprung vor der Spanierin Lidón Muñoz. Giada Galizi, Laura Letrari, Paola Biagioli und Erika Ferraioli schlugen in der 4-mal-100-Meter-Freistilstaffel als Erste an. In der 4-mal-100-Meter-Lagenstaffel gewannen Margherita Panziera, Arianna Castiglioni, Elena Di Liddo und Erika Ferraioli. Beide Staffeln hatten deutlichen Vorsprung, die Lagenstaffel über sechs Sekunden. Bei den Europameisterschaften in Glasgow schied Ferraioli über 50 Meter Freistil im Halbfinale und über 100 Meter Freistil im Vorlauf aus. Die 4-mal-100-Meter-Freistilstaffel mit Giada Galizi, Erika Ferraioli, Laura Letrari und Federica Pellegrini erreichte den fünften Platz. Die 4-mal-100-Meter-Mixed-Freistilstaffel schlug als Vierte an, hier war Ferraioli im Vorlauf dabei.
Erika Ferraioli schwamm noch bis 2021, für internationale Meisterschaften konnte sie sich nach 2018 nicht mehr qualifizieren.